# Hyomandibule

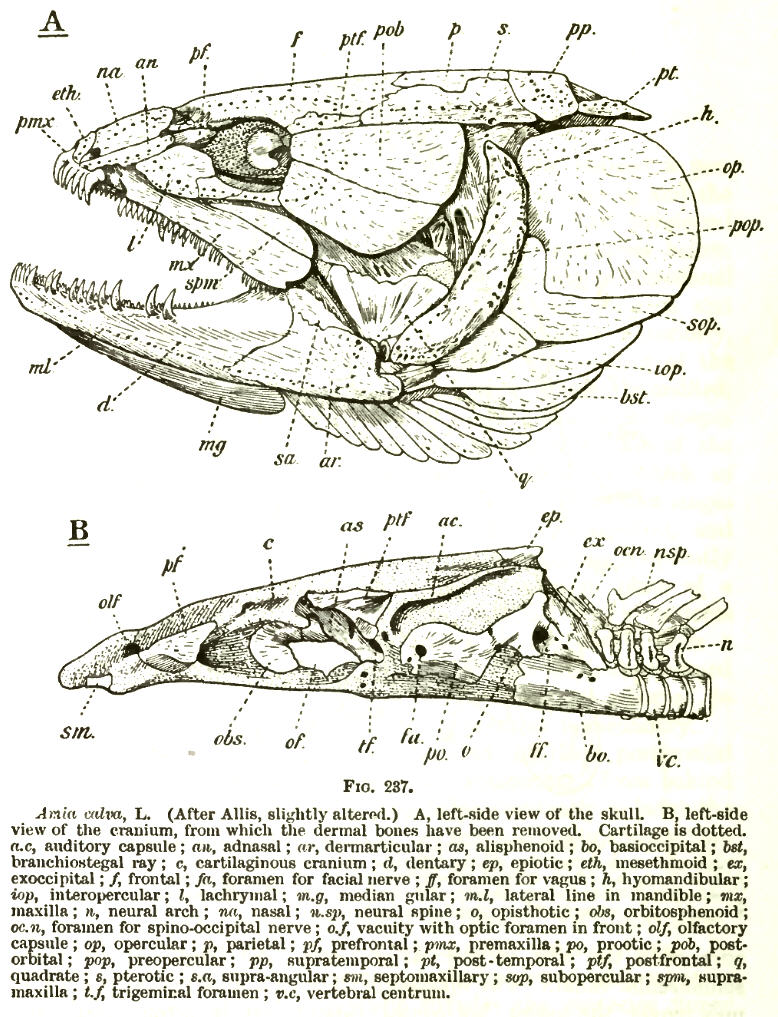
Croquis du crâne d'un Poisson-castor. L'os hyomandibulaire est marqué « h », en haut, dans le coin supérieur droit.

L'hyomandibule, communément appelée os hyomandibulaire (du latin : os hyomandibulare, du grec ancien hyoeides, « en forme d'upsilon » (U), et du latin mandibula, « mâchoire ») est un ensemble d'os qui se trouve dans la région hyoïde chez la plupart des poissons. Il joue généralement un rôle dans la suspension des mâchoires et/ou de l'opercule chez les téléostomes. Il est communément suggéré que chez les tétrapodes, l'os hyomandibule aurait évolué pour donner l'os étrier,.

## Contexte évolutif
Chez les poissons sans mâchoires, une série de branchies s'ouvrent derrière la bouche, et ces branchies sont soutenues par des éléments cartilagineux. Le premier ensemble de ces éléments entourait la bouche pour former la mâchoire. Il existe de nombreuses preuves que les mâchoires des vertébrés sont homologues aux arcs branchiaux des poissons sans mâchoires. La partie supérieure du deuxième arc embryonnaire supportant la branchie est devenue l'os hyomandibulaire des poissons à mâchoires, qui supporte le crâne et relie donc la mâchoire à ce dernier.
Lorsque les vertébrés commencent à conquérir la terre ferme, l'hyomandibule, avec son emplacement près de l'oreille, commencent à fonctionner comme un amplificateur de son en plus de sa fonction de soutien du crâne. Comme l'évolution a ensuite attaché le crâne des vertébrés terrestres au reste de ce dernier, l'hyomandibule a perdu sa fonction de soutien et est devenue un organe intérieur, l'os étrier, et ainsi sa fonction secondaire est devenue sa fonction principale.